# Churchill Lake 193A
Churchill Lake 193A är ett reservat i Kanada.   Det ligger i provinsen Saskatchewan, i den centrala delen av landet, 2 500 km väster om huvudstaden Ottawa.
Trakten runt Churchill Lake 193A är nära nog obefolkad, med mindre än två invånare per kvadratkilometer.